# Liste der Naturdenkmale in Seddiner See
Die Liste der Naturdenkmale in Seddiner See nennt die Naturdenkmale in Seddiner See im Landkreis Potsdam-Mittelmark in Brandenburg.
In den Spalten befinden sich folgende Informationen:
- Nr.: Identifizierungsnummer nach veröffentlichter Liste. Sie wird von der unteren Naturschutzbehörde des Landkreises oder der kreisfreien Stadt vergeben. Wenn sie bekannt ist, wird sie angegeben. In dieser Spalte kann sich zusätzlich das Wort Wikidata befinden, der entsprechende Link führt zu Angaben zu diesem Naturdenkmal bei Wikidata.
- Bezeichnung: Benennung des Naturdenkmals, in der Regel wird bei Bäume die Baumart genannt. Bekannte Eigennamen werden mit angegeben.
- Gemarkung: Ort oder Gemarkung, in der sich das Naturdenkmal befindet
- Lage: Nennt die Lage des Naturdenkmals im jeweiligen Ortsteil und die geografischen Koordinaten des Naturdenkmals. Link zu einem Kartenansichtstool, um Koordinaten zu setzen. In der Kartenansicht sind Naturdenkmale ohne Koordinaten mit einem roten beziehungsweise orangen Marker dargestellt und können in der Karte gesetzt werden. Denkmale ohne Bild sind mit einem blauen bzw. roten Marker gekennzeichnet, Denkmale mit Bild mit einem grünen beziehungsweise orangen Marker.
- Beschreibung: die Beschreibung des Naturdenkmales
- Schutzzweck: Erläutert den Grund der Unterschutzstellung
- Bild: Zeigt ein Bild des Naturdenkmales und gegebenenfalls ein Link zu weiteren Fotos im Medienarchiv Wikimedia Commons

## Baumnaturdenkmale
| Bild            | Bezeichnung          | Lage | Beschreibung                                                                             | Schutzzweck                                    | Nummer |
| --------------- | -------------------- | --- | ---------------------------------------------------------------------------------------- | ---------------------------------------------- | ------ |
| BW              | Eiche                | Seddin, Seddin, Hauptstraße, Straße nach Kähnsdorf, am Abzweig Schlunkendorfer Straße (52° 16′ 19″ N, 13° 0′ 40,9″ O)                                        | Stiel-Eiche (Quercus robur). Kronendurchmesser 20 m                                      | Seltenheit, Eigenart, Ortsbild                 | 596-01 |
| Fotos hochladen | Baumbestand Kirchhof | Seddin, Kirchhof Seddin (52° 16′ 21,8″ N, 13° 0′ 39,9″ O) | Flatter-Ulme, Winter-Linde, Spitz-Ahorn, Trauben-Eiche, Esche. Kronendurchmesser 15–30 m | Seltenheit, Eigenart, Ortsbild                 | 596-02 |
| Fotos hochladen | Eichen               | Neuseddin, nördlich Seddiner See an Heimkreisvolkshochschule (ehem. Revierförsterei), östlich Straßenabzweig B2 nach Ferch (52° 16′ 43,2″ N, 13° 0′ 31,5″ O) | 2 Stiel-Eichen (Quercus robur). Kronendurchmesser je 20 m                                | Seltenheit, Eigenart, Größe, Landschaftsbild   | 596-03 |
| BW              | Maulbeere            | Seddin, Seddin, Hauptstr. Nr. 10 (52° 16′ 22,6″ N, 13° 0′ 18″ O)                                                                                             | Weißer Maulbeerbaum (Morus alba). Kronendurchmesser 12 m                                 | Seltenheit, Eigenart, dendrologische Bedeutung | 596-04 |
| BW              | Kiefer               | Neuseddin, nahe B2 zwischen Michendorf und Seddin, kurz vor Abzweig nach Ferch (52° 16′ 55,8″ N, 13° 0′ 33,3″ O)                                             | Kiefer. Kronendurchmesser 11 m                                                           | Seltenheit, Eigenart                           | 596-05 |
| Fotos hochladen | Eiche                | Neuseddin, Nordufer des Großen Seddiner Sees, östlich vom Zeltplatz (52° 16′ 35,4″ N, 13° 1′ 11,3″ O)                                                        | Stiel-Eichen (Quercus robur). Kronendurchmesser 20 m                                     | Seltenheit, Eigenart, Größe, Landschaftsbild   | 596-06 |
| BW              | Kiefer               | Neuseddin, westlich des Teufelssees an Waldweg von der Bahnlinie (52° 16′ 3,6″ N, 12° 57′ 46,1″ O)                                                           | Kiefer. Kronendurchmesser 10 m                                                           | Seltenheit, Eigenart                           | 596-07 |